# Orthotrope Platte

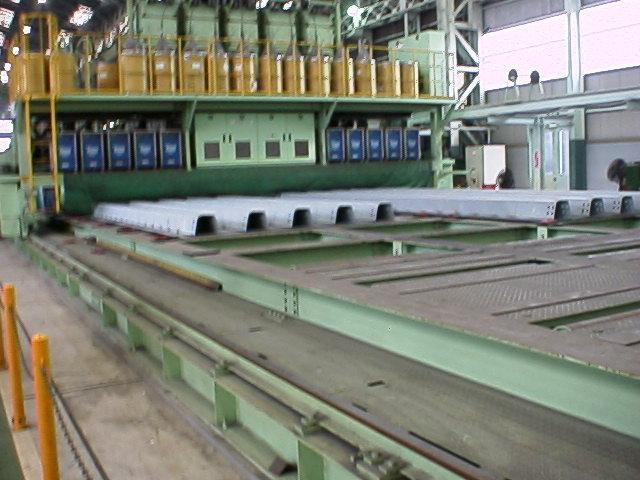
Herstellung von Teilen einer orthotropen Platte

Eine orthotrope Platte ist ein im Brückenbau als Fahrbahnplatte verwendetes Bauelement, das aus einer Baustahlplatte besteht, die auf der Unterseite mit aufgeschweißten Stahlprofilen in Längs- und Querrichtung versteift ist. Die orthotrope Platte wird als Deckplatte von Hohlkastenbrücken oder Plattenbalkenbrücken in Stahlbauweise, als Fahrbahnträger von Hängebrücken und Schrägseilbrücken sowie bei beweglichen Brücken verwendet. Die Versteifungen verhindern lokale Durchbiegungen, so dass Punktlasten besser im Tragwerk verteilt werden. Die orthotrope Platte ist verglichen mit anderen gleichwertigen Konstruktionen besonders leicht, aber teuer in der Herstellung und empfindlich bezüglich Fehlern in der Detailkonstruktion. Sie wird auch als Stahlleichtfahrbahn bezeichnet.

## Herkunft des Begriffes
Der Name bildet sich aus den beiden Fachbegriffen orthogonal und anisotrop aus der Festigkeitslehre. Eine Blechplatte ohne Versteifungselemente hätte ein isotropes Verhalten, das heißt, sie würde unabhängig von der Belastungsrichtung jeweils das gleiche Kraft-Verformungs-Verhalten zeigen. Die Versteifungselemente geben der Platte ein von der Belastungsrichtung abhängiges Kraft-Verformungs-Verhalten, so dass ihre Eigenschaften nicht mehr isotrop sind, was in der Fachsprache anisotrop genannt wird. Da die beiden Versteifungen rechtwinklig – in der Fachsprache orthogonal – zueinander stehen, hat die Platte ein orthogonal-anisotropes Verhalten oder, wenn die beiden Begriffe zusammengezogen werden, ein orthotropes Verhalten.

## Geschichte

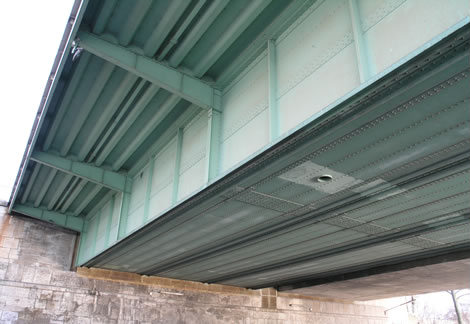
Untersicht des Hohlkastenträgers der Deutzer Brücke, der oben und auskragend mit einer orthotropen Fahrbahnplatte versehen ist

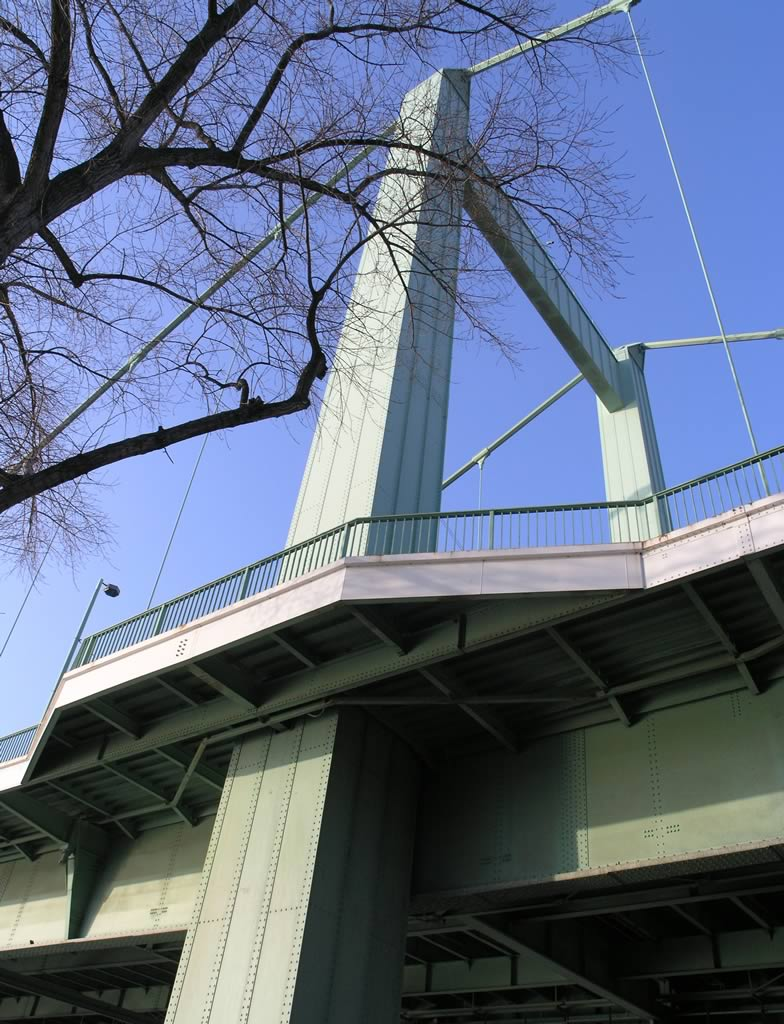
Untersicht der orthotropen Platte der Mülheimer Brücke

Erste Konstruktionen gehen auf die 1920er Jahre zurück. In Amerika wurden für den Bau von beweglichen Brücken Stahlplatten verwendet, die mit aufgenieteten Stahlträgern versteift wurden. 1938 veröffentlichte das American Institute for Steel Construction (AISC) erste Berichte über eine als Battle Deck Floor bezeichnete Konstruktion, die ähnlich einem Deck auf Schlachtschiffen aufgebaut ist. Sie besteht aus einer Deckplatte aus Stahl, die von Doppel-T-Trägern getragen wird.
Nach dem Zweiten Weltkrieg erhielt 1948 der deutsche Ingenieur Wilhelm Cornelius, der bei MAN tätig war, ein Patent für eine Straßenbrücke mit Flachblech, welches die Beschreibung der orthotropen Platte enthielt. Die Technik wurde erstmals bei der 1948 eröffneten Deutzer Brücke angewendet, deren Überbau aus einem Hohlkasten in Stahl mit einer orthotropen Deckplatte bestand. Bei der 1951 eröffneten Mülheimer Brücke wurde erstmals ein orthotroper Plattenbalken angewendet. Es folgte 1954 die Weserbrücke in der Porta Westfalica als Stahlhohlkastenbrücke mit orthotroper Fahrbahnplatte.
Die orthotrope Platte war leichter als die bereits bekannten Konstruktionen. Dadurch wurden Baumaterial und Gewicht eingespart, und es konnten besonders schlanke Brücken mit großen Spannweiten gebaut werden.
Ende der 1960er und Anfang der 1970er Jahre stürzten gleich vier Stahlhohlkastenbrücken mit orthotropen Platten während der Bauphase ein: die Koblenzer Südbrücke, die Praterbrücke, die Cleddau Bridge und die West Gate Bridge. Der scheinbare Zusammenhang dieser Einstürze führte zu einer Überreaktion in der Fachwelt und zu einer äußerst kritischen Beurteilung dieser Konstruktionen, wobei die orthotrope Platte an den Einstürzen keine Schuld trug und zwei der vier Einstürze durch ungeeignetes Vorgehen während der Bauphase verursacht wurden. Es zeigte sich aber, dass die Konstruktion von Brücken mit orthotropen Platten anspruchsvoll und besonders empfindlich bezüglich Fehlern in Konstruktionsdetails ist. Frühe Konstruktionen verwendeten oft eine zu dünne Deckplatte.
Für allgemeine Anwendungen wurde die Konstruktion mit orthotropen Fahrbahnplatten von Betonbalkenbrücken abgelöst, die kostengünstiger erstellt werden können, da teure Schweißarbeiten entfallen. Außerdem können Betonbrücken bei Bedarf ohne vorgefertigte Teile vor Ort erstellt werden. Orthotrope Fahrbahnträger werden nur noch bei Brücken eingesetzt, bei denen das Gewicht eine entscheidende Rolle spielt, wie zum Beispiel bei beweglichen Brücken oder langen Schrägseil- und Hängebrücken.
Ältere Brücken mit orthotropen Platten sind oft den gewachsenen Verkehrslasten nicht mehr gewachsen und müssen aufwendig saniert werden. Eine Möglichkeit zur Sanierung ist das Aufbringen eines neuen Fahrbahnbelags, der die Lasten besser auf die orthotrope Platte verteilt und diese zusätzlich aussteift.

## Aufbau und Funktion des Tragwerks
Die orthotrope Platte besteht aus dem Deckblech, den darunter aufgeschweißten Längsrippen und den Querträgern.

### Deckblech

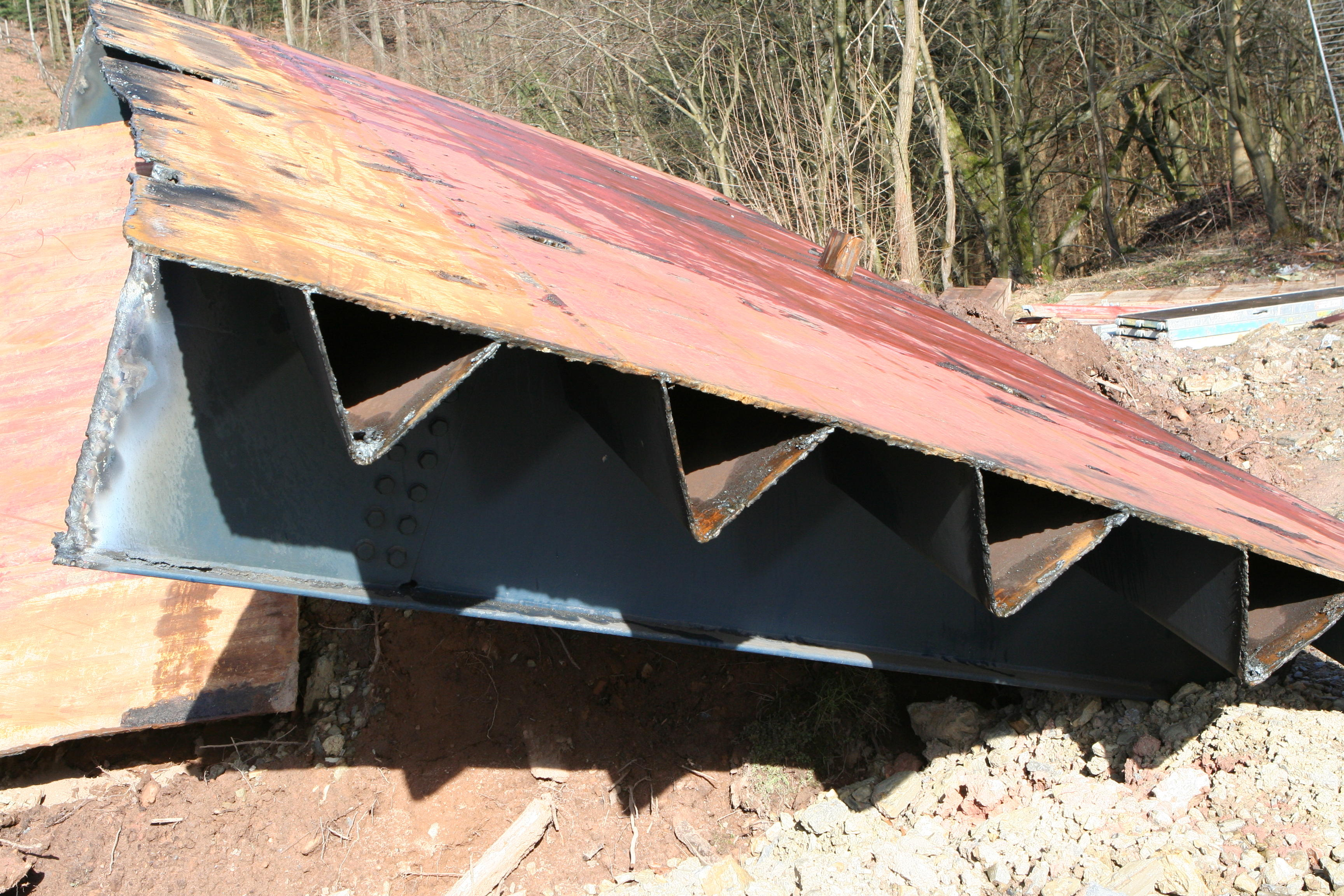
Reste der Fahrbahnplatte der alten Haseltalbrücke mit aussteifenden V-Profilen

Das Deckblech kann 10 bis 15 mm dick sein und ist mit einem Fahrbahnbelag aus Gussasphalt bedeckt, der meist etwa 60 mm dick ist. Der Gussasphalt schützt die Deckplatte vor Korrosion und verteilt die Aufstandskräfte von Fahrzeugrädern besser auf die Konstruktion. Die Deckplatte wirkt sowohl für die Längsrippen als auch für die Querstege als Flansch. Bei Verwendung einer orthotropen Platte in einer Plattenbalkenbrücke aus Stahl ist das Deckblech gleichzeitig ein Obergurt für die Längsträger.

### Längsrippen
Die Längsrippen haben meist einen trapezförmigen Querschnitt und sind mit zwei Schweißnähten auf der Unterseite der Deckplatte angeschweißt. Sie sind meist zwischen 6 und 10 mm dick und umschließen mit der Deckplatte einen Hohlraum, dessen Festigkeitsverhalten ähnlich einem Hohlkasten ist und die orthotrope Platte torsionssteif macht. Die Längsrippen besitzen manchmal Öffnungen auf der Unterseite, die den Zugang zu den Schrauben ermöglichen, welche die einzelnen Brückensegmente zusammenhalten.
Anstelle der trapezförmigen Rippen wurden andere, weniger geeignete Profile verwendet, meist mit dem Ziel, Patente zu umgehen. Die benutzten Querschnitte waren U-Profile, V-Profile oder Sektkelchprofile. Letztere verursachten gegenüber den anderen Profilen einen viermal höheren Schweißaufwand.
Ursprünglich wurden I-, L- und T-Profile verwendet, bei welchen das Deckblech und die Längsrippe keinen geschlossenen Hohlraum bildeten. Diese Konstruktionen sind gegenüber der Konstruktion mit geschlossenen Längsrippen torsionsweicher, konnten aber einfacher berechnet werden. Außerdem ist die Unterseite der Deckplatte weniger gut vor Korrosion geschützt, da im Vergleich zu orthotropen Platten mit geschlossenen Profilen eine größere Fläche der Luft ausgesetzt ist.

### Querstege
Die Querträger sind bei orthotropen Platten mit offenen Rippen im Abstand von 1,5 bis 2,5 m angeordnet, bei solchen mit geschlossenen Rippen im Abstand von 3 bis 5 m. Die Querträger sind mit Aussparungen versehen, um die Rippen passieren zu lassen. Die Rippen sind mit den Querträgern verschweißt; einzig im unteren Bereich der Rippe wird die Schweißung manchmal weggelassen und die Aussparung dort so groß bemessen, dass die Rippe nicht berührt wird und dadurch Zwängungsspannungen zwischen Rippe und Querträger beim Durchbiegen der Platte in Längsrichtung vermieden werden.
Die Querstege unterstützen einerseits die Deckplatte in Querrichtung, bilden aber zusammen mit den Längsrippen auch einen Rost, der die Festigkeit der Platte erhöht.

## Anwendungen
Orthotrope Fahrbahnplatten kommen auch bei Brücken zur Anwendung, bei denen das Gewicht eine sehr wichtige Rolle spielt wie zum Beispiel bei beweglichen Brücken oder langen Schrägseil- und Hängebrücken. Gegenüber reinen Betonkonstruktionen lässt sich mit orthotropen Platten bei solchen Brücken bis zu einem Viertel des Gewichts einsparen, da sowohl Fahrbahnträger als auch tragende Teile leichter ausfallen.
Orthotrope Platten können auch zur Verstärkung bestehender Brücken eingesetzt werden, indem die vorhandene Betonfahrbahnplatte durch eine orthotrope Platte ersetzt wird.
Da die leichtere Konstruktion weniger Wärmekapazität aufweist, kühlt sie – bedingt durch Strahlung oder Wind – schneller aus und es entwickeln sich auf ihrer Fahrbahn schneller Kondenswasser und Eisglätte. Sie erwärmt sich aber auch rascher wieder.
| Name                                       | Ort                       | Land               | Jahr der Fertigstellung | Bild | Kommentar |
| ------------------------------------------ | ------------------------- | ------------------ | ----------------------- | ---- | --- |
| Akashi-Kaikyō-Brücke                       | Awaji und Kōbe            | Japan              | 1998                    |      | Längste Hängebrücke der Welt |
| Viaduc de Millau                           | Millau                    | Frankreich         | 2004                    |      | Schrägseilbrücke mit dem flächenmäßig größten orthotropen Fahrbahnträger der Welt                                                                            |
| Pont Gustave Flaubert                      | Rouen                     | Frankreich         | 2008                    |      | Hubbrücke in der Hafeneinfahrt von Rouen |
| Golden Gate Bridge                         | San Francisco             | Vereinigte Staaten | 1937 (1986)             |      | Beispiel für eine Brücke, deren bestehendes Fahrbahndeck zur Entlastung der Konstruktion durch eine orthotrope Fahrbahnplatte ersetzt wurde                  |
| Nordhordlandsbrua                          | Vestland                  | Norwegen           | 1994                    |      | Schrägseilbrücke kombiniert mit einer Schwimmbrücke |
| Mülheimer Brücke                           | Köln                      | Deutschland        | 1951                    |      | Erste Brücke Deutschlands mit orthotroper Fahrbahnplatte |
| Theodor-Heuss-Brücke                       | Düsseldorf                | Deutschland        | 1957                    |      | Brücke der Düsseldorfer Brückenfamilie, erste Schrägseilbrücke Deutschlands                                                                                  |
| Zweite Weserbrücke in der Porta Westfalica | Porta Westfalica          | Deutschland        | 1954                    |      | Erste Stahlhohlkastenbrücke mit orthotroper Fahrbahnplatte Europas und bei Fertigstellung der größte vollverschweißte Stahlüberbau Europas, 1995 abgebrochen |
| Europabrücke (Brenner Autobahn)            | in der Nähe von Innsbruck | Österreich         | 1963                    |      | |
| St. Albanbrücke                            | Basel                     | Schweiz            | 1955                    |      | 1973 abgebrochen und durch die Schwarzwaldbrücke ersetzt |